# Grünhain-Beierfeld
Grünhain-Beierfeld är en stad  i Landkreis Erzgebirgskreis i förbundslandet Sachsen i Tyskland. Staden har cirka 6 000 invånare.

## Geografi
Staden gränsar i norr till Zwönitz, i öster Elterlein, i söder Raschau-Markersbach, i sydväst Schwarzenberg och i väst Bernsbach och Lößnitz.